# 阿米洛
阿米洛（Amilo），是印度北方邦阿桑加爾縣的一个城镇。总人口21887（2001年）。

## 人口
该地2001年总人口21887人，其中男性11286人，女性10601人；0—6岁人口4719人，其中男2371人，女2348人；识字率46.10%，其中男性为51.98%，女性为39.83%。